# محمد بوضیاف
محمد بوضیاف (عربی: محمد بوضياف؛ زاده ۲۳ ژوئن ۱۹۱۹ – درگذشته ۲۹ ژوئن ۱۹۹۲) یک سیاست‌مدار اهل الجزایر بود.